# Auguste Landrieu
Auguste Landrieu (ur. 13 kwietnia 1888 w Ronse, data i miejsce śmierci nieznane) – belgijski gimnastyk, medalista olimpijski.

## Kariera sportowa
W 1920 r. reprezentował barwy Belgii na letnich igrzyskach olimpijskich w Antwerpii, zdobywając srebrny medal w wieloboju drużynowym.